# Illic stetimus et flevimus quum recordaremur Sion
La locuzione latina Illic stetimus et flevimus, quum recordaremur Sion, tradotta letteralmente, significa là ci sedemmo e piangemmo ricordando Sion. È tratta dal Salmo 137 nella versione latina della Vulgata rivista da Paolo VI (la versione originale ha "Illic sedimus et flevimus dum recordaremur tui Sion").
È il lamento dell'esule che ricorda la patria lontana.
Il versetto tratto dal salmo che inizia "Super flumina Babylonis ... " rappresenta un momento di intenso lirismo della poesia ebraica tale da ispirare musicisti quali Pierluigi da Palestrina. In periodi successivi, sulle note di "Va' pensiero", che segnano un momento epico di intensa commozione, Giuseppe Verdi presenterà il dramma di questo popolo come tragedia corale di scontro tra popoli e classi sociali.